# Тідіазурон

Структура тідіазурону

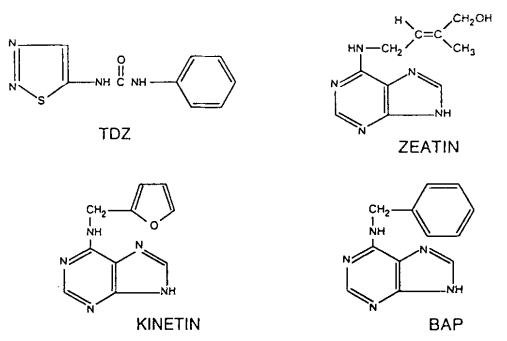
Структура тідіазурону у порівнянні із зеатином, кінетином і бензиламінопурином

Тідіазурон (ТДЗ, англ. thidiazuron (TDZ), IUPAC: N-феніл-N'-(1,2,3-тіадіазол-5-іл) сечовина, C9H8N3OS) — синтетичний фітогормон-цитокінін, похідна фенілсечовини, регулятор росту рослин, гербіцид. Речовина була зареєстрована у 1976 році німецькою компанією Scbering AG (Берлін) як дефоліант бавовни (Gossypium hirsutum). На сьогодні спектр застосування тідіазурону є досить широким, починаючи з індукції калюсу та утворення пагонів, і до формування соматичних ембріонів. Фітогормон проявляє унікальну властивість імітувати вплив як ауксину, так і цитокініну на ріст і диференціацію культивованих експлантів, хоча структурно він відрізняється від ауксинів або цитокінінів на основі пуринів. Тідіазурон є похідною сечовини і не містить пуринового кільця, спільного для цитокінінів аденінового типу, таких як бензиламінопурин, кінетин або зеатин.

## Механізм дії
Механізм, за допомогою якого тідіазурон індукує цитокініноподібні реакції, до кінця не вивчений. Одне з припущень полягає в тому, що ТДЗ сприяє перетворенню рибонуклеотидів цитокініну в біологічно більш активні рибонуклеозиди. Інші дані свідчать про те, що сполука стимулює синтез ендогенних пуринових цитокінінів або пригнічує їх деградацію. Є припущення, що вплив може залежати від вторинних сигналів, таких як кальцій та/або фізіологічний стрес.

## Застосування

### Мікроклональне розмноження, морфо- та органогенез
На сьогодні показана ефективність тідіазурону при мікроклональному розмноженні широкого спектру рослин, зокрема тих, що складно розмножувати. ТДЗ успішно застосовувався для альбіції ленкоранської (Albizia julibrissin), яблуні домашньої (Malus domestica), рододендронів сихотинського (Rhododendron sichotense) та кетевбінського (Rhododendron catawbiense). Також відзначена здатність ТЗД як окремо, так і в поєднанні з іншими регуляторами росту індукувати морфогенез у хвойних рослин. Оскільки відомо, що ТДЗ здатний ініціювати різноманітні морфогенетичні реакції, включаючи формування калюсу, органогенез, утворення соматичних ембріоїдів, створення регенераційних систем на його основі має супроводжуватися гістологічним аналізом процесів ініціації та розвитку структур для уточнення типу морфогену. У культурі in vitro при регенерації хвойних як експланти найчастіше використовують незрілі або зрілі зиготичні зародки, так як у більшості цих видів складно індукувати соматичний ембріо- або органогенез інших типів експлантів.

### Регулятор росту рослин
Речовина має цитокініноподібну поведінку і поглинається листям, що стимулює контрольовано втрачати вагу, не впливаючи на ріст і дозрівання рослини, що полегшує механічний збір врожаю. Тідіазурон також можна використовувати як гербіцид, оскільки відповідна доза та час введення повністю зупиняє ріст.

### Консервант
Було виявлено, що тідіазурон має здатність до подовження життєздатності і відповідного зовнішнього вигляду зрізаних квітів, оскільки речовина уповільнює або навіть запобігає в'яненню листя.

## Переваги та недоліки
Тідіазурон стійкий до деградації цитокініноксидазою, тому досить стабільний у культурі тканин. ТДЗ є більш біологічно активним, ніж бензиламінопурин або зеатин, і в культурі тканин необхідні менші концентрації, особливо під час мікророзмноження. Повідомляється, що для деяких видів використання ТДЗ неможливе через його недоліки які він зумовлює. До них належать: а) гіпергідритність регенерованих пагонів; б) аномальна морфологія листків; в) короткі і компактні пагони; г) труднощі подовження та вкорінення відновлених пагонів. Проте, гіпергідричність можна зменшити або подолати, використовуючи незапаяні глибокі чашки Петрі на стадії ініціації пагонів, вентильовані ковпачки на стадії подовження пагона або більш високі концентрації гелеутворювача. Повідомляється, що більшість пагонів, регенерованих на середовищі ТДЗ, були короткими, але подовжувалися після перенесення на середовище, що містить індолмасляну кислоту та 2iP. Для подолання інших проблем, перерахованих вище, експлантати слід індукувати з найнижчою ефективною концентрацією ТДЗ і тримати на середовищі протягом найменшого часу, необхідного для кожного виду.

## Контроль
У 2008 році Європейський Союз заборонив використання тіадіазурону в сільському господарстві. Це був один із сільськогосподарських хімікатів у рамках Європейської директиви про пестициди 91/414/ЕЕС, який повинен мати екологічну та санітарну оцінку для отримання нового дозволу. Тідіазурон використовувався в Європейському Союзі тільки в Іспанії, Греції та Італії. Існуючі запаси можна було використовувати пізніше протягом одного року.
Тідіазурон досі використовується в інших країнах світу, у тому числі в Сполучених Штатах, Австралії та Мексиці.

## Токсичність і безпека
Тідіазурон помірно токсичний для риб і водних організмів. Не дуже токсичний для птахів і бджіл. Не піддається біологічному розкладанню. Всесвітня організація охорони здоров'я класифікувала тідазурон як речовину, що малоймовірно представляє гостру небезпеку при нормальному використанні.